# Krzywolas
Krzywolas [pronunciación en polaco: /kʂɨˈvɔlas/] es un pueblo en el distrito administrativo de Gmina Barwice, dentro del Distrito de Szczecinek, Voivodato de Pomerania Occidental, en el noroeste de Polonia. Se encuentra aproximadamente 11 kilómetros al noroeste de Barwice, 31 kilómetros al oeste de Szczecinek, y 119 kilómetros al este de la capital regional, Szczecin.
El pueblo tiene una población de 10 habitantes.